# ضنكان
ضنكان، منطقة أثرية تقع في تهامة عسير جنوب المملكة العربية السعودية.

## التسمية
ضنكان : بفتح أوله و سكون ثانيه ثم كاف و آخره نون على وزن فَعلان, من الضنك وهو الضيق.

## الموقع
تقع ضنكان بين خطي العرض 19-18، وخط الطول 42-41، وقد حدد النعمي موقعه قائلاً:«ضنكان من ضواحي القحمة الشرقية الشمالية، ويقع في أعلى وادي ذهبان من الشرق، بحيث يبعد عن مصب وادي ذهبان في البحر في الاتجاه الشرقي بحوالي ثلاثين كيلاً كما أن ذهبان يقع شمالي القحمة بخمسة عشر كيلاً، ويحد ضنكان من الشرق سلسلة جبال شاهقة تاتي امتداداً لسلسلة منحدرات تهامة عسير، ومن الشمال حرة بني هلال المعروفة قديماً بحرة كنانة، ومن الغرب وادي ذهبان، ومن الجنوب الجبال المطلة على وادي أتمة..».

## الرحالة
أشار الجغرافي العذري في القرن الخامس الهجري الحادي عشر الميلادي إلى مدينة ضنكان ووصفها بالمدينة الجبلية المشتملة على مسجد وسوق، كما أنه تحدث عن توافر خام الذهب في أنحائها. وقد وردت عند الجغرافيين الآخرين أمثال ابن خرداذبة والهمداني وغيرهما، بسبب وقوعها على طريق الحج اليمني (الطريق الوسطى، الجادة السلطانية) وبسبب شهرتها بمعدن الذهب. تقع ضنكان قديمًا ضمن مخلاف ضنكان.

## قالوا عنه
- الهمداني : معدن ضنكان من أرض كنانة و الأزد بينهما , وقد عثر منه في عصرنا على شيء خدَّ عليه السيل , فغنم منه السلطان والرعية, وهو دون معدن عشم في جودة الذهب , ويأتي رطله بعيار العلوي مئة دينار و دينارًا ونصفًا . [3]

## الآثار
يشتمل الموقع على مجموعة من القبور التي تكاد تخلو من الشواهد المنقوشة ما عدا ثلاثة شواهد فقط٬ أحدها واضح ومقروء٬ لكنه غير مؤرخ٬ إلا أنه ربما يعود إلى القرنين الأول أو الثاني الهجري السابع أو الثامن الميلادي حسب خصائصه الفنية والكتابية٬ وكِسَر حجرية تمثل غالبيتها أقراصًا علوية وسفلية للرحي الحجرية التي كانت تستخدم لطحن الحبوب وسحق المواد الصلبة٬ وأساسات حجرية تشير إلى وجود وحدات معمارية سكنية٬ إلى جانب أساسات لمسجد المدينة وبعض المرافق التابعة له.

## انظر ايضاً
- أبها